# Senakhtenre Ahmose
Senakhtenre Ahmose là vị vua thứ bảy thuộc Vương triều thứ 17 trong Thời kỳ Chuyển tiếp thứ Hai của Ai Cập. Ông cai trị Thebes của Thượng Ai Cập trong một thời gian ngắn (có lẽ vài tháng đến 1 năm) khi người Hyksos chiếm đóng Hạ Ai Cập. Senakhtenre có thể mất vào năm 1558 TCN hoặc 1560 TCN.

## Gia đình
Không rõ Senakhtenre có phải là con của pharaoh Nubkheperre Intef hay không. Ông có 4 người con: pharaoh Seqenenre Tao và 3 công chúa khác: nữ hoàng Ahhotep I, Ahmose-Inhapiy và Sitdjehuty; cả 3 đều là vợ của Seqenenre Tao. Người phối ngẫu duy nhất của ông là hoàng hậu Tetisheri, không mang dòng máu hoàng gia, nhận danh hiệu "Người vợ hoàng gia vĩ đại" và được gọi là "Mẹ của mẹ tôi" bởi Ahmose I, cháu của bà.

## Tên riêng
Theo cuộn giấy Abbott Papyrus, có 2 vị vua cùng mang tên là Tao. Tao I được đề cập trong đó chính là Seqenenre Tao và tên riêng của ông được viết đầy đủ. Vì vậy, giả thuyết Tao II được cho là Senakhtenre đã chiếm ưu thế mãi đến năm 2012, được đồng tình bởi nhà nghiên cứu Darrell Baker; mặc dù điều này vẫn còn gây tranh cãi. Như nhà Ai Cập học Claude Vandersleyen đã bác bỏ quan điểm này vào năm 1983. Hơn nữa, giáo sư Kim Ryholt cho rằng Siamun mới là tên gọi của Senakhtenre.
Vào năm 2012, nhà Ai Cập học người Pháp Sébastien Biston-Moulin đã phát hiện tên đầy đủ của Senakhtenre trên một cánh cổng và một mảnh vỡ đá vôi tại đền thờ Amun thuộc khu đền thờ Karnak. Cánh cổng cho thấy tên riêng của ông là Ahmose. Theo những dòng văn tự trên cánh cổng, Senakhtenre đã cho dựng ngôi đền này để thờ Amun-Ra, loại đá vôi xây đền được vận chuyển từ thành phố Tura ở Hạ Ai Cập (nằm giữa Cairo and Helwan ngày nay). Ngoài ra, tên của ông cũng được khắc trên 2 ngôi mộ thuộc Thebes, theo Donald Redford.
Những dòng chữ khắc trên cổng đền thờ và mảnh vỡ đá vôi được tìm thấy tại Karnak khẳng định rằng tên riêng của ông là Ahmose chứ không phải Tao như mọi người đã nghĩ, theo Biston-Moulin viết trong phần tóm tắt bài báo cáo của ông.